# أفاتار (سلسلة أفلام)
أفاتار(بالإنجليزية: Avatar) هو امتياز إعلامي أمريكي ملحمي في مجال الخيال العلمي من تأليف جيمس كاميرون، بدأ مع الفيلم الذي يحمل الاسم نفسه عام 2009. تم إنتاجه بواسطة استوديوهات القرن العشرين وتوزيعه بواسطة لايتستورم إنترتينمنت، وهو يشمل سلعًا مرتبطة به وألعاب فيديو وجذبًا لمدن الملاهي. تدور أحداث أفلام أفاتار في منتصف القرن الثاني والعشرين على باندورا، وهو قمر صالح للسكن غني بالحياة التابع لعملاق غازي في نظام ألفا سنتوري النجمي. يتمحور الصراع الرئيسي في الأفلام بين شعب النأفي الأصلي بقيادة جيك سولي ونايتيري، والبشر بقيادة العقيد مايلز كواريتش من مؤسسة تطوير الموارد  ، وهي شركة عملاقة وصلت إلى باندورا لاستعمارها ونهب مواردها الطبيعية. يشير عنوان السلسلة إلى أجساد النأفي المهندسة وراثيًا والتي يتم تشغيلها من الدماغ بواسطة البشر للتفاعل مع البيئة على باندورا.
كان الإصدار الأول، أفاتار، قد صدر في 18 ديسمبر 2009، وهو أعلى فيلم حركة تحقيقًا للإيرادات في التاريخ عند عدم احتساب تضخم أسعار التذاكر. صدر الإصدار الثاني، طريق الماء، في 16 ديسمبر 2022. تم الإعلان عن سلسلة الأفلام المتتابعة المخطط لها بواسطة شركة توينتيث سينشوري فوكس في 11 ديسمبر 2009، أي قبل أسبوع واحد من طرح فيلم أفاتارفي دور السينما. أكدت شركة توينتيث سينشوري فوكس السلسلة في 15 يناير 2010. تُعد امتياز أفاتار أحد أكثر الامتيازات تكلفة على الإطلاق، حيث يقدر الميزانية المجمعة للفيلم الأول وأجزائه الأربعة اللاحقة بمليار دولار. حقق الامتياز إيرادات تزيد عن 5.2 مليار دولار عالميًا؛ وهو يحتل المرتبة الخامسة عشرة في قائمة سلاسل الأفلام الأعلى تحقيقًا للإيرادات في التاريخ.
مثل الفيلم الأصلي، تمتلك الأجزاء الأربعة اللاحقة حبكات قائمة بذاتها مغلقة بالكامل وتصل إلى استنتاجاتها الخاصة. تمتلك الأفلام الأربعة سردًا فائقًا شاملاً يربط بينها لخلق ملحمة مترابطة واسعة النطاق. وصف كاميرون الأجزاء اللاحقة بأنها امتداد طبيعي لجميع الموضوعات، والشخصيات، والتيارات الروحية التحتية للفيلم الأول.

## الأفلام
| الفيلم                | تاريخ الإصدار في الولايات المتحدة | المخرج       | الكاتب                                                        | الكاتب                                                           | المنتج                                         | الحالة               |
| الفيلم                | تاريخ الإصدار في الولايات المتحدة | المخرج       | سيناريو                                                       | قصة                                                              | المنتج                                         | الحالة               |
| --------------------- | --------------------------------- | ------------ | ------------------------------------------------------------- | ---------------------------------------------------------------- | ---------------------------------------------- | -------------------- |
| أفاتار                | 18 ديسمبر 2009                    | جيمس كاميرون | جيمس كاميرون                                                  | جيمس كاميرون                                                     | جيمس كاميرون وجون لانداو منتج أفلام جون لانداو | صدر                  |
| أفاتار: طريق الماء    | 16 ديسمبر 2022                    | جيمس كاميرون | جيمس كاميرون، ريك جافا وأماندا سيلفر\|ريك جافا & أماندا سيلفر | جيمس كاميرون، ريك جافا، أماندا سيلفر، جوش فريدمان & شاين ساليرنو | جيمس كاميرون وجون لانداو منتج أفلام جون لانداو | صدر                  |
| أفاتار: الجمر والرماد | 19 ديسمبر 2025                    | جيمس كاميرون | جيمس كاميرون، ريك جافا وأماندا سيلفر\|ريك جافا & أماندا سيلفر | جيمس كاميرون، ريك جافا، أماندا سيلفر، جوش فريدمان & شاين ساليرنو | جيمس كاميرون وجون لانداو منتج أفلام جون لانداو | ما بعد الإنتاج       |
| أفاتار 4              | 21 ديسمبر 2029                    | جيمس كاميرون | جيمس كاميرون & جوش فريدمان                                    | جيمس كاميرون، ريك جافا، أماندا سيلفر، جوش فريدمان & شاين ساليرنو | جيمس كاميرون وجون لانداو منتج أفلام جون لانداو | التصوير في فترة توقف |
| أفاتار 5              | 19 ديسمبر 2031                    | جيمس كاميرون | جيمس كاميرون & شاين ساليرنو                                   | جيمس كاميرون، ريك جافا، أماندا سيلفر، جوش فريدمان & شاين ساليرنو | جيمس كاميرون وجون لانداو منتج أفلام جون لانداو | قيد التطوير          |

### أفاتار (2009)
كتب أفاتار وأخرجه جيمس كاميرون. طاقم التمثيل يشمل سام ورذينغتون، زوي سالدانا، سيغورني ويفر، ميشيل رودريغيز، ستيفن لانغ، جويل ديفيد مور، جيوفاني ريبيسي، سي سي إتش باوندر، دليب راو، مات جيرالد، لاز ألونسو، وويس ستادي. تدور أحداث الفيلم في عام 2154.
يركز القصة على صراع ملحمي في باندورا، وهو قمر مأهول بحجم الأرض تابع لبوليفيموس (Polyphemus) - أحد ثلاثة عمالقة غازية تدور حول ألفا سنتوري أ. على باندورا، يخوض المستعمرون البشريون والسكان الأصليون من البشرانيين (الهومينيد) الأذكياء، وهم شعب النأفي، حربًا حول موارد الكوكب (مثل الأنوبتانيت) واستمرارية وجود الأخيرين. يشير عنوان الفيلم أفاتار إلى الأجساد الهجينة البشرية-النأفية المهندسة وراثيًا والمسيّرة عن بُعد، والتي يستخدمها الشخصيات البشرية في الفيلم للتفاعل مع السكان الأصليين. البطل، جيك سولي، هو شاب مصاب بالشلل ينتقل من الأرض إلى باندورا. أثناء مساعدته للتكتل الشركاتي المعروف باسم مؤسسة تطوير الموارد (RDA)، يتم منحه جسم أفاتار يستخدمه للتفاعل مع بطلة القصة نايتيري، وكذلك مع عشيرتها المعروفة باسم أوماتيكايا (Omatikaya).

### أفاتار: طريق الماء (2022)
كتب فيلم أفاتار: طريق الماء وأخرجه جيمس كاميرون. طاقم التمثيل يشمل سام ورذينغتون، زوي سالدانا، جويل ديفيد مور، سيغورني ويفر، سي سي إتش باوندر، ستيفن لانغ، جيوفاني ريبيسي، كيت وينسلت، كليف كورتيس، ترينيتي بليس، جيمي فلاترز، بريتان دالتون، وجاك شامبيون. تدور أحداث الفيلم بعد 13 عامًا من أحداث الفيلم الأول في عام 2170. يركز طريق الماء على عودة مؤسسة تطوير الموارد (RDA)، مما يدفع عائلة جيك للبحث عن ملاذ في المناطق المائية من باندورا للحفاظ على سلامة بعضهم البعض. صرح كاميرون في مقابلة أنه بينما كان الفيلم الأول يدور حول "الرهبة والدهشة"، فإن الجزء الثاني يركز أكثر على الشخصيات. كان من المقرر إصدار الفيلم في ديسمبر 2014، لكنه تأجل عدة مرات وصدر في 16 ديسمبر 2022. بدأ الإنتاج في أغسطس 2017 وانتهى في سبتمبر 2020.

### أفاتار: الجمر والرماد(2025)
من المقرر إصدار الفيلم الثالث في 19 ديسمبر 2025. أشارت مقابلات في منتصف عام 2010 إلى أن الفيلم الثالث سوف يستكشف المزيد من نظام ألفا سنتوري، لكن السيناريو لم يكتمل حتى أواخر عام 2015. بدأ تصوير الجمر والرماد بالتزامن مع طريق الماء في نيوزيلندا في 25 سبتمبر 2017؛ واكتمل التصوير في أواخر ديسمبر 2020. سيقدم الفيلم عشيرة جديدة عدوانية من النأفي تعرف باسم 'شعب الرماد' (Ash People) ويسكنون بالقرب من البراكين. أعلن كاميرون عنوان الفيلم في 2024.

### أفاتار 4(2029)
من المقرر إصدار الفيلم الرابع في 21 ديسمبر 2029. صرح جون لانداو أنه بسبب قفزة زمنية مدتها ست سنوات في الفصل الأول، تم بالفلم تصوير ثلث أفاتار 4 لمراعاة تقدم عمر الممثلين الأطفال، وفي 9 سبتمبر 2022 أُعلن في معرض D23 إكسبو أن التصوير الرئيسي بدأ رسميًا للفيلم الرابع. ومع ذلك، في يناير 2024، ذكر كاميرون أنه لن يبدأ تصوير الجزء المتبقي من أفاتار 4 إلا بعد إصدار أفاتار: الجمر والرماد. وأوضح كاميرون أن أفاتار: راكب التولكون (The Tulkun Rider) يُعتبر عنوانًا محتملًا للفيلم الرابع.

### أفاتار 5(2031)
أُعلن عن الفيلم الخامس والأخير والمقرر إصداره في 19 ديسمبر 2031. ذكر جون لانداو أن جزءًا من أفاتار 5 سيدور على الأرض، حيث تزور نايتيري الكوكب. صرح كاميرون أن أفاتار: البحث عن إيوا (The Quest for Eywa) يُعتبر عنوانًا محتملًا للفيلم الخامس والأخير.

## طاقم الممثلين والشخصيات
قالب:Cast indicator
| الشخصية                |                  |                            |                       |                   |                   |                 |
| الشخصية                | الأفلام          | الأفلام                    | الأفلام               | الأفلام           | الأفلام           | لعبة فيديو      |
| الشخصية                | أفاتار           | أفاتار: طريق الماء         | أفاتار: الجمر والرماد | أفاتار 4          | أفاتار 5          | أفاتار: اللعبة  |
| الشخصية                | 2009             | 2022                       | 2025                  | 2029              | 2031              | 2009            |
| ---------------------- | ---------------- | -------------------------- | --------------------- | ----------------- | ----------------- | --------------- |
| جيك سولي               | سام ورذينغتون    | سام ورذينغتون              | سام ورذينغتون         | سام ورذينغتون     | سام ورذينغتون     |                 |
| نايتيري                | زوي سالدانا      | زوي سالدانا                | زوي سالدانا           | زوي سالدانا       | زوي سالدانا       |                 |
| العقيد مايلز كواريتش   | ستيفن لانغ       | ستيفن لانغ                 | ستيفن لانغ            | ستيفن لانغ        | ستيفن لانغ        | ستيفن لانغV     |
| باركر سيلفريدج         | جيوفاني ريبيسي   | جيوفاني ريبيسي             | جيوفاني ريبيسي        | جيوفاني ريبيسي    | جيوفاني ريبيسي    | جيوفاني ريبيسيV |
| د. نورم سبيلمان        | جويل ديفيد مور   | جويل ديفيد مور             | جويل ديفيد مور        | جويل ديفيد مور    | جويل ديفيد مور    |                 |
| د. ماكس باتيل          | دليب راو         | دليب راو                   | دليب راو              | دليب راو          | دليب راو          |                 |
| العريف لايل واينفليت   | مات جيرالد       | مات جيرالد                 | مات جيرالد            | مات جيرالد        | مات جيرالد        |                 |
| موئات                  | سي سي إتش باوندر | سي سي إتش باوندر           | سي سي إتش باوندر      | سي سي إتش باوندر  | سي سي إتش باوندر  |                 |
| د. غريس أوغسطين        | سيغورني ويفر     | سيغورني ويفر               |                       |                   |                   | سيغورني ويفرV   |
| ترودي شاكون            | ميشيل رودريغيز   |                            |                       |                   |                   | ميشيل رودريغيزV |
| إيتوكان                | ويس ستادي        |                            |                       |                   |                   |                 |
| تسوتي                  | لاز ألونسو       |                            |                       |                   |                   |                 |
| كيري                   |                  | سيغورني ويفر               | سيغورني ويفر          | سيغورني ويفر      | سيغورني ويفر      |                 |
| رونال                  |                  | كيت وينسلت                 | كيت وينسلت            | كيت وينسلت        | كيت وينسلت        |                 |
| تونواري                |                  | كليف كورتيس                | كليف كورتيس           | كليف كورتيس       | كليف كورتيس       |                 |
| الجنرال فرانسيس أردمور |                  | إيدي فالكو                 | إيدي فالكو            | إيدي فالكو        | إيدي فالكو        |                 |
| الكابتن ميك سكورسبي    |                  | بريندان كويل               | بريندان كويل          | بريندان كويل      | بريندان كويل      |                 |
| د. إيان غارفين         |                  | جيمين كليمنت               | جيمين كليمنت          | جيمين كليمنت      | جيمين كليمنت      |                 |
| لواك                   |                  | بريتان دالتونكولوي كولمانY | بريتان دالتون         | بريتان دالتون     | بريتان دالتون     |                 |
| مايلز "سبايدر" سوكورو  |                  | جاك شامبيون                | جاك شامبيون           | جاك شامبيون       | جاك شامبيون       |                 |
| نيتيام                 |                  | جيمي فلاترز                |                       |                   |                   |                 |
| توكتيري "توك"          |                  | ترينيتي جولي بليس          | ترينيتي جولي بليس     | ترينيتي جولي بليس | ترينيتي جولي بليس |                 |
| تسيريا "ريا"           |                  | بيلي باس                   | بيلي باس              | بيلي باس          | بيلي باس          |                 |
| أونونغ                 |                  | فيليب غيلجو                | فيليب غيلجو           | فيليب غيلجو       | فيليب غيلجو       |                 |
| روتكسو                 |                  | دوين إيفانز الابن          | دوين إيفانز الابن     | دوين إيفانز الابن | دوين إيفانز الابن |                 |
| مترجم ميتكاينا         |                  | سي جيه جونزU               |                       |                   |                   |                 |
| فارانغ                 |                  |                            | أونا شابلين           | أونا شابلين       | أونا شابلين       |                 |
| بيلاك                  |                  |                            | ديفيد ثيوليس          | ديفيد ثيوليس      | ديفيد ثيوليس      |                 |
| د. كارينا موغ          |                  |                            |                       | ميشيل يوه         | ميشيل يوه         |                 |

## تفاصيل الإنتاج
| الفيلم                | الملحن                                                  | مدير التصوير | المحررون                                                           | شركات الإنتاج                                                   | الموزع                          | مدة العرض   |
| --------------------- | ------------------------------------------------------- | ------------ | ------------------------------------------------------------------ | --------------------------------------------------------------- | ------------------------------- | ----------- |
| أفاتار                | جيمس هورنر                                              | ماورو فيوري  | ستيفن إي. ريفكين جون ريفوا جيمس كاميرون                            | لايتستورم إنترتينمنت ديون إنترتينمنت إنجينيوس فيلم بارتنرز      | تونتيث سينشوري فوكس             | 162 دقيقة   |
| أفاتار: طريق الماء    | الموسيقى التصويرية: سيمون فرانغلينالموضوعات: جيمس هورنر | راسل كاربنتر | ديفيد برينر ستيفن إي. ريفكين جون ريفوا جيمس كاميرون                | تونتيث سينشوري ستوديوز لايتستورم إنترتينمنت تي إس جي إنترتينمنت | والت ديزني ستوديوز موشن بيكتشرز | 192 دقيقة   |
| أفاتار: الجمر والرماد | الموسيقى التصويرية: سيمون فرانغلينالموضوعات: جيمس هورنر | راسل كاربنتر | ديفيد برينر ستيفن إي. ريفكين جون ريفوا جيمس كاميرون نيكولاس دي توث | تونتيث سينشوري ستوديوز لايتستورم إنترتينمنت تي إس جي إنترتينمنت | والت ديزني ستوديوز موشن بيكتشرز | لم يُحدد بعد |
| أفاتار 4              | الموسيقى التصويرية: سيمون فرانغلينالموضوعات: جيمس هورنر | ماورو فيوري  | ستيفن إي. ريفكين جيمس كاميرون نيكولاس دي توث                       | تونتيث سينشوري ستوديوز لايتستورم إنترتينمنت تي إس جي إنترتينمنت | والت ديزني ستوديوز موشن بيكتشرز | لم يُحدد بعد |
| أفاتار 5              | الموسيقى التصويرية: سيمون فرانغلينالموضوعات: جيمس هورنر | ماورو فيوري  | ستيفن إي. ريفكين جيمس كاميرون نيكولاس دي توث                       | تونتيث سينشوري ستوديوز لايتستورم إنترتينمنت تي إس جي إنترتينمنت | والت ديزني ستوديوز موشن بيكتشرز | لم يُحدد بعد |

## الاستقبال

### أداء شباك التذاكر
حقق الفيلم الأول 2.92 مليار دولار عالميًا وهو أعلى فيلم تحقيقًا للإيرادات في التاريخ. حقق الفيلم الثاني طريق الماء 2.32 مليار دولار عالميًا ويحتل حاليًا المرتبة الثالثة في قائمة الأفلام الأعلى إيرادات. من المتوقع أن تصل ميزانية الأجزاء الثالث والرابع والخامس إلى 250 مليون دولار.
| الفيلم                | تاريخ الإصدار  | إيرادات شباك التذاكر | إيرادات شباك التذاكر | إيرادات شباك التذاكر | الترتيب في شباك التذاكر | الترتيب في شباك التذاكر | الميزانية       | المرجع               |
| الفيلم                | تاريخ الإصدار  | أمريكا الشمالية      | الأقاليم الأخرى      | عالميًا               | أمريكا الشمالية         | عالميًا                  | الميزانية       | المرجع               |
| --------------------- | -------------- | -------------------- | -------------------- | -------------------- | ----------------------- | ----------------------- | --------------- | -------------------- |
| أفاتار                | 18 ديسمبر 2009 | 785,221,649 دولارًا   | 2,138,484,377 دولارًا | 2,923,706,026 دولارًا | 4                       | 1                       | 237 مليون دولار | [ 17 ] [ 18 ]        |
| أفاتار: طريق الماء    | 16 ديسمبر 2022 | 684,075,767 دولارًا   | 1,636,174,514 دولارًا | 2,320,250,281 دولارًا | 7                       | 3                       | 350 مليون دولار | [ 19 ] [ 20 ] [ 21 ] |
| أفاتار: الجمر والرماد | 19 ديسمبر 2025 | لم يُحدد بعد          | لم يُحدد بعد          | لم يُحدد بعد          | لم يُحدد بعد             | لم يُحدد بعد             | 250 مليون دولار | [ 16 ]               |
| أفاتار 4              | 21 ديسمبر 2029 | لم يُحدد بعد          | لم يُحدد بعد          | لم يُحدد بعد          | لم يُحدد بعد             | لم يُحدد بعد             | 250 مليون دولار | [ 16 ]               |
| أفاتار 5              | 19 ديسمبر 2031 | لم يُحدد بعد          | لم يُحدد بعد          | لم يُحدد بعد          | لم يُحدد بعد             | لم يُحدد بعد             | 250 مليون دولار | [ 16 ]               |
| الإجمالي              | الإجمالي       | $1,469,297,416       | $3,774,658,891       | $5,243,956,307       | 17                      | 14                      | $1.337 مليار    |                      |

### الاستجابة النقدية والجماهيرية
| الفيلم             | النقاد           | النقاد         | الجمهور   | الجمهور   |
| الفيلم             | روتن توميتوز     | ميتاكريتيك     | سينماسكور | بوست تراك |
| ------------------ | ---------------- | -------------- | --------- | --------- |
| أفاتار             | 81% (334 مراجعة) | 83 (38 مراجعة) | A         | —         |
| أفاتار: طريق الماء | 76% (453 مراجعة) | 67 (68 مراجعة) | A         | 91%       |

### الجوائز
| الفئة               | الفئة               | 2010   | 2023               |
| الفئة               | الفئة               | أفاتار | أفاتار: طريق الماء |
| ------------------- | ------------------- | ------ | ------------------ |
| أفضل فيلم           | أفضل فيلم           | رُشِّح    | رُشِّح                |
| أفضل مخرج           | أفضل مخرج           | رُشِّح    | —                  |
| أفضل تصوير سينمائي  | أفضل تصوير سينمائي  | فوز    | —                  |
| أفضل مونتاج         | أفضل مونتاج         | رُشِّح    | —                  |
| أفضل موسيقى تصويرية | أفضل موسيقى تصويرية | رُشِّح    | —                  |
| أفضل تصميم إنتاج    | أفضل تصميم إنتاج    | فوز    | رُشِّح                |
| أفضل صوت            | مونتاج              | رُشِّح    | رُشِّح                |
| أفضل صوت            | خلط                 | رُشِّح    | رُشِّح                |
| أفضل تأثيرات بصرية  | أفضل تأثيرات بصرية  | فوز    | فوز                |

## الموسيقى
- أفاتار (موسيقى من الفيلم السينمائي) من تأليف جيمس هورنر صدر في 15 ديسمبر 2009 بواسطة أتلانتيك ريكوردز وفوكس ميوزيك.
- أفاتار: طريق الماء (موسيقى تصويرية أصلية) من تأليف سيمون فرانغلين صدر في 15 ديسمبر 2022 بواسطة هوليوود ريكوردز.
- أفاتار: حدود باندورا (موسيقى تصويرية أصلية للعبة) من تأليف بينار توبارك صدر في 8 ديسمبر 2023 بواسطة ليكشور ريكوردز.

### الأغاني المنفردة
- "أي سي يو (موضوع من أفاتار)"
- "ناثينغ إز لوست (يو غيف مي سترينث)"

## وسائط أخرى

### ألعاب الفيديو
| العنوان                                                        | التفاصيل |
| -------------------------------------------------------------- | --- |
| أفاتار: اللعبة تاريخ الإصدار الأصلي: WW 1 ديسمبر 2009          | سنوات الإصدار وفقاً للمشغل: 2009 – بلاي ستيشن 3، مايكروسوفت ويندوز، إكس بوكس 360، وي، نينتندو دي إس، بلاي ستيشن بورتبل، آيفون 2010 – آيباد، أندرويد |
| أفاتار: اللعبة تاريخ الإصدار الأصلي: WW 1 ديسمبر 2009          | ملاحظات: - نشرت بواسطة يوبي سوفت للأجهزة المنزلية وغاميلوفت للأجهزة المحمولة. - تعمل كـبريكويل غير رسمي للفيلم، وتضم سيغورني ويفر، ستيفن لانغ، ميشيل رودريغيز، وجيوفاني ريبيسي يعيدون أدوارهم من الفيلم. - تم التعامل مع اختيار الممثلين وإنتاج الصوت لـأفاتار: اللعبة بواسطة بليندلايت. - لعبة تصويب منظور الشخص الثالث أكشن-مغامرات |
| أفاتار: باندورا رايزينغ تاريخ الإصدار الأصلي: US 22 يناير 2020 | سنوات الإصدار وفقاً للمشغل: 2020 – آي أو إس، أندرويد |
| أفاتار: باندورا رايزينغ تاريخ الإصدار الأصلي: US 22 يناير 2020 | ملاحظات: - طورتها فوكس نيكست غيمز لوس أنجلوس ونشرتها فوكس نيكست غيمز - تم إطلاق اللعبة بشكل تجريبي ولكن لم تحصل على إصدار كامل - لعبة استراتيجية الوقت الحقيقي - في 11 فبراير 2022، أُعلن أن اللعبة ستتوقف عن الإنتاج وسيتم إغلاق الخوادم في 4 أبريل 2022.                                                                             |
| أفاتار: حدود باندورا تاريخ الإصدار الأصلي: WW 7 ديسمبر 2023    | سنوات الإصدار وفقاً للمشغل: 2023 – بلاي ستيشن 5، ويندوز، إكس بوكس سيريس إكس/إس، أمازون لونا |
| أفاتار: حدود باندورا تاريخ الإصدار الأصلي: WW 7 ديسمبر 2023    | ملاحظات: - طورتها ماسيف إنترتينمنت ونشرتها يوبي سوفت - لعبة أكشن-مغامرات |
| أفاتار: ريكونينغ تاريخ الإصدار الأصلي: لم يُحدد بعد             | سنوات الإصدار وفقاً للمشغل: لم يُحدد بعد – آي أو إس، أندرويد |
| أفاتار: ريكونينغ تاريخ الإصدار الأصلي: لم يُحدد بعد             | ملاحظات: - طورتها أركوصور غيمز ونشرتها ليفل إنفينيت - لعبة MMO تقمص أدوار تصويب منظور الشخص الثالث |

### الروايات
بعد إصدار أفاتار، خطط كاميرون في البداية لكتابة رواية مستندة إلى الفيلم، "تخبر قصة الفيلم، ولكن [تتعمق] أكثر في جميع القصص التي لم يكن لدينا وقت للتعامل معها."
في 2013، تم استبدال هذه الخطة بالإعلان عن أربع روايات جديدة تدور في "الكون الموسع لأفاتار"، من تأليف ستيفن غولد. كان من المقرر نشر الكتب بواسطة بينغوين راندوم هاوس، ولكن لم يكن هناك تحديث لسلسلة الكتب المخطط لها منذ 2017.
في يوليو 2022، تم الإعلان عن أول رواية مصورة تستند إلى امتياز أفاتار.
| العنوان | تاريخ الإصدار                 | الفئة العمرية | نوع الوسائط | Ref.                                      |
| --- | ----------------------------- | ------------- | ----------- | ----------------------------------------- |
| أفاتار: ذا هاي غراوند | 6 ديسمبر 2022 – 10 يناير 2023 | 12+           | رواية مصورة | [ 42 ] [ 43 ] [ 44 ] [ 45 ] [ 46 ] [ 47 ] |
| - مبنية على سيناريو جيمس كاميرون الأصلي لـأفاتار: طريق الماء وتعمل كبريكويل للفيلم. - كتبتها شيري إل. سميث وأغوستين باديا - رسمها غويلهيرمي بالبي، مايكل ألتييه، ويس دزيوبا، مايكل أنجيل رويز، دييغو غاليندو، جورج كوادروس، غابرييل غوزمان، دي سي ألونسو - نشرتها دارك هورس كومكس وبينغوين راندوم هاوس - سلسلة من ثلاثة أجزاء - المجلد 1، صدر في 6 ديسمبر 2022 - المجلد 2، صدر في 10 يناير 2023 - المجلد 3، صدر في 10 يناير 2023 - خلال عملية تطوير الأجزاء الأربعة من أفاتار، تم إنشاء ومناقشة العديد من الأفكار والقصص الجديدة. إحدى هذه القصص الأصلية التي لم تُدرج في الأجزاء اللاحقة كانت قصة جيمس كاميرون الأصلية - "ذا هاي غراوند". شارك كاميرون ما كتبه مع دارك هورس كوميكس ثم تم تكييفها إلى رواية مصورة. |                               |               |             |                                           |

### الكتب
فن أفاتار كتاب فن إنتاج سينمائي صدر في 30 نوفمبر 2009 بواسطة أبرامز بوكس.
عالم أفاتار: استكشاف بصري كتاب يحتفل باستكشاف ويشرح عالم باندورا المذهل. صدر الكتاب في 31 مايو 2022 بواسطة دي كيه بوكس
فن أفاتار طريق الماء يأخذ نظرة حصرية وراء الكواليس على إنتاج وعملية الإبداع لفيلم جيمس كاميرون أفاتار: طريق الماء. صدر في 16 ديسمبر 2022 بواسطة دي كيه بوكس
أفاتار طريق الماء القاموس المرئي دليل مرئي يعرض الشخصيات، المركبات، الأسلحة، المواقع، والمزيد من الفيلم، بالإضافة إلى العديد من التفاصيل الحصرية المذهلة. صدر هذا الكتاب في 16 ديسمبر 2022 بواسطة دي كيه بوكس

### الكتب المصورة
في أكتوبر 2015، وقعت دارك هورس كومكس شراكة لمدة 10 سنوات لنشر كتب أفاتار المصورة.
في 6 مايو 2017، نشرت دارك هورس كوميكس عددًا خاصًا بعنوان FCBD 2017: James Cameron's Avatar / Briggs Land بمناسبة يوم الكتاب الهزلي المجاني، تضمن قصة قصيرة تدور في عالم أفاتار بعنوان "الإخوة".
من يناير إلى أغسطس 2019، نشرت دارك هورس سلسلة مصغرة من ستة أعداد بعنوان أفاتار: مسار تسوتي.
تم تجميع مسار تسوتي في شكل كتاب ورقي تجاري في 27 نوفمبر 2019، مع تضمين "الإخوة" كمواد تكميلية.
| العنوان                   | No. الأعداد | رقم العدد | تاريخ الإصدار  | القصة         | الرسم                                 | الألوان      | الأغلفة                                |
| ------------------------- | ----------- | --------- | -------------- | ------------- | ------------------------------------- | ------------ | -------------------------------------- |
| "الإخوة"                  | 1           | FCBD 2017 | 6 مايو 2017    | شيري إل. سميث | دوج ويتلي                             | ويس دزيوبا   | ديف ويلكنز                             |
| مسار تسوتي                | 6           | 1         | 16 يناير 2019  | شيري إل. سميث | جان دورسيما (رسومات) دان بارسون (حبر) | ويس دزيوبا   | دوج ويتلي شيا ستانديفر (إصدارات بديلة) |
| مسار تسوتي                | 6           | 2         | 13 فبراير 2019 | شيري إل. سميث | جان دورسيما (رسومات) دان بارسون (حبر) | ويس دزيوبا   | دوج ويتلي شيا ستانديفر (إصدارات بديلة) |
| مسار تسوتي                | 6           | 3         | 20 مارس 2019   | شيري إل. سميث | جان دورسيما (رسومات) دان بارسون (حبر) | ويس دزيوبا   | دوج ويتلي شيا ستانديفر (إصدارات بديلة) |
| مسار تسوتي                | 6           | 4         | 1 مايو 2019    | شيري إل. سميث | جان دورسيما (رسومات) دان بارسون (حبر) | ويس دزيوبا   | دوج ويتلي شيا ستانديفر (إصدارات بديلة) |
| مسار تسوتي                | 6           | 5         | 26 يونيو 2019  | شيري إل. سميث | جان دورسيما (رسومات) دان بارسون (حبر) | ويس دزيوبا   | دوج ويتلي شيا ستانديفر (إصدارات بديلة) |
| مسار تسوتي                | 6           | 6         | 21 أغسطس 2019  | شيري إل. سميث | جان دورسيما (رسومات) دان بارسون (حبر) | ويس دزيوبا   | دوج ويتلي شيا ستانديفر (إصدارات بديلة) |
| الظل التالي               | 4           | 1         | 6 يناير 2021   | جيريمي بارلو  | جوش هود                               | ويس دزيوبا   | غويلهيرمي بالبي مع ويس دزيوبا          |
| الظل التالي               | 4           | 2         | 3 فبراير 2021  | جيريمي بارلو  | جوش هود                               | ويس دزيوبا   | غويلهيرمي بالبي مع ويس دزيوبا          |
| الظل التالي               | 4           | 3         | 3 مارس 2021    | جيريمي بارلو  | جوش هود                               | ويس دزيوبا   | غويلهيرمي بالبي مع ويس دزيوبا          |
| الظل التالي               | 4           | 4         | 7 أبريل 2021   | جيريمي بارلو  | جوش هود                               | ويس دزيوبا   | غويلهيرمي بالبي مع ويس دزيوبا          |
| تأقلم أو مت               | 6           | 1         | 4 مايو 2022    | كورينا بيكو   | بيني لوبيل                            | مارك مولتشان | ويس دزيوبا                             |
| تأقلم أو مت               | 6           | 2         | 1 يونيو 2022   | كورينا بيكو   | بيني لوبيل                            | مارك مولتشان | ويس دزيوبا                             |
| تأقلم أو مت               | 6           | 3         | 6 يوليو 2022   | كورينا بيكو   | بيني لوبيل                            | مارك مولتشان | ويس دزيوبا                             |
| تأقلم أو مت               | 6           | 4         | 1 أغسطس 2022   | كورينا بيكو   | بيني لوبيل                            | مارك مولتشان | ويس دزيوبا                             |
| تأقلم أو مت               | 6           | 5         | 9 سبتمبر 2022  | كورينا بيكو   | بيني لوبيل                            | مارك مولتشان | ويس دزيوبا                             |
| تأقلم أو مت               | 6           | 6         | 5 أكتوبر 2022  | كورينا بيكو   | بيني لوبيل                            | مارك مولتشان | ويس دزيوبا                             |
| الظل التالي               | 4           | 1         | 6 يناير 2021   | جيريمي بارلو  | جوش هود                               | ويس دزيوبا   | غويلهيرمي بالبي مع ويس دزيوبا          |
| الظل التالي               | 4           | 2         | 3 فبراير 2021  | جيريمي بارلو  | جوش هود                               | ويس دزيوبا   | غويلهيرمي بالبي مع ويس دزيوبا          |
| الظل التالي               | 4           | 3         | 3 مارس 2021    | جيريمي بارلو  | جوش هود                               | ويس دزيوبا   | غويلهيرمي بالبي مع ويس دزيوبا          |
| الظل التالي               | 4           | 4         | 7 أبريل 2021   | جيريمي بارلو  | جوش هود                               | ويس دزيوبا   | غويلهيرمي بالبي مع ويس دزيوبا          |
| حدود باندورا - رحلة سوليك | 6           | 1         | 28 فبراير 2024 | راي فوكس      | غابرييل غوزمان                        | مايكل عطية   | غابرييل غوزمان                         |
| حدود باندورا - رحلة سوليك | 6           | 2         | 27 مارس 2024   | راي فوكس      | غابرييل غوزمان                        | مايكل عطية   | غابرييل غوزمان                         |
| حدود باندورا - رحلة سوليك | 6           | 3         | 24 أبريل 2024  | راي فوكس      | غابرييل غوزمان                        | مايكل عطية   | غابرييل غوزمان                         |
| حدود باندورا - رحلة سوليك | 6           | 4         | 29 مايو 2024   | راي فوكس      | غابرييل غوزمان                        | مايكل عطية   | غابرييل غوزمان                         |
| حدود باندورا - رحلة سوليك | 6           | 5         | 17 يوليو 2024  | راي فوكس      | غابرييل غوزمان                        | مايكل عطية   | غابرييل غوزمان                         |
| حدود باندورا - رحلة سوليك | 6           | 6         | 21 أغسطس 2024  | راي فوكس      | غابرييل غوزمان                        | مايكل عطية   | غابرييل غوزمان                         |

#### الإصدارات المجمعة
| العنوان                           | تاريخ الإصدار  | ردمك                 |
| --------------------------------- | -------------- | -------------------- |
| أفاتار: مسار تسوتي                | 27 نوفمبر 2019 | (ردمك 9781506706702) |
| أفاتار: الظل التالي               | 11 أغسطس 2021  | (ردمك 9781506722429) |
| أفاتار: تأقلم أو مت               | 22 فبراير 2023 | (ردمك 9781506730714) |
| أفاتار: ذا هاي غراوند إصدار مكتبة | 10 مايو 2023   | (ردمك 9781506710440) |
| أفاتار: حدود باندورا - رحلة سوليك | 18 ديسمبر 2024 | (ردمك 9781506732237) |

### العرض الحي
توروك - الرحلة الأولى إنتاج مسرحي أصلي من سيرك دو سوليه مقره مونتريال الذي استمر بين ديسمبر 2015 ويونيو 2019. مستوحى من أفاتار، تدور القصة في ماضي باندورا، وتتضمن نبوءة تتعلق بتهديد لشجرة الأرواح ومهمة للحصول على تمائم من قبائل مختلفة. يمكن لأعضاء الجمهور تنزيل تطبيق للمشاركة في تأثيرات العرض. في 18 يناير 2016، تم الإعلان عبر صفحة توروك على الفيسبوك أن التصوير لإصدار DVD قد اكتمل ويجري التحرير.

### المعرض
معرض أفاتار هو معرض متنقل يستند إلى الفيلم الأول. افتتح في تشنغدو، الصين في 1 مايو 2021 وأغلق في 31 ديسمبر 2021. وهو حاليًا يجول في آسيا مع توقف مخطط في المستقبل حول العالم.

### معالم مدن الملاهي

#### باندورا: عالمأفاتار
في 2011، وقع كاميرون ولايتستورم وفوكس اتفاقية ترخيص حصرية مع شركة والت ديزني لتقديم مناطق جذب مستوحاة من أفاتار في منتزهات والت ديزني ومنتجعاتها حول العالم، بما في ذلك أرض مخصصة لـديزني أنيمال كينغدوم في ليك بوينا فيستا، فلوريدا. المنطقة المعروفة باسم باندورا - عالم أفاتار، افتتحت في 27 مايو 2017. الأرض المخصصة تدور أحداثها بعد أجيال من أحداث الأفلام وتضم منطقتين للجذب: رحلة أفاتار، منطقة جذب محاكاة طيران، ورحلة نهر النأفي، رحلة مظلمة بالقوارب.[بحاجة لمصدر]

#### أرض أفاتار
في فبراير 2023، أعلن الرئيس التنفيذي لديزني بوب أيجر أن منطقة جذب جديدة مستوحاة من أفلام أفاتار، والتي أشار إليها باسم "تجربة أفاتار"، ستفتح في ديزني لاند. في أغسطس 2024، أُعلن أن أرض أفاتار سيتم بناؤها في ديزني كاليفورنيا أدفينشر. ستكون الأرض مستوحاة من طريق الماء (2022) وأفلام أفاتار المستقبلية. في يونيو 2025، أُعلن أن أرض أفاتار سيتم بناؤها على جزء من منطقة هوليوود باكلوت في المنتزه، مما سيؤدي إلى إغلاق مونسترز، إنك. مايك وسولي إلى الإنقاذ! في أوائل 2026.

## الأثر الثقافي

### الأثر النفسي
لوحظت ظاهرة تسمى "اكتئاب ما بعد أفاتار (PAD)، "متلازمة اكتئاب ما بعد أفاتار (PADS)"، أو "متلازمة اكتئاب أفاتار" أو "بلوز أفاتار" تم الإبلاغ عنها في وسائل الإعلام، مثل CNN والغارديان لكل من أفاتار 1 وأفاتار 2. تم طرحها لأول مرة على مواقع الويب ومنتديات الإنترنت لأفاتار، مثل آلاف المنشورات لمناقشة تجاربهم مع الاكتئاب بعد مشاهدة الفيلم الأول. وهي ليست حالة طبية معترف بها.
وهو شعور أبلغ عنه بعض الناس بعد مشاهدة أفلام أفاتار. تشمل "الأعراض" المبلغ عنها الحزن، الاكتئاب، شعور بعدم المعنى وعدم الرضا عن الوجود والعالم الحقيقي، والقلق بشأن مستقبل الأرض وقضايا مثل تغير المناخ. أبلغ مستخدم واحد عن أفكار انتحارية على أمل التناسخ في عالم مشابه لباندورا.
يعتقد أن "بلوز أفاتار" ناتج عن التوق إلى العالم اليوتوبي والمجتمع في باندورا، والتي على عكس العديد من الأماكن الخيالية الأخرى، هي عالم بديل يبدو حقيقيًا. بالمقابل، تبدو الأرض والجنس البشري وتعقيد الحياة ومشاكلها رمادية وغير مثالية. يقول الأشخاص الذين يعانون من "بلوز أفاتار" إنهم يريدون حقًا العيش في باندورا، أو يرغبون في الهروب من الواقع إلى الواقع الافتراضي. قدر أحد المعجبين أن 10-20٪ من المشاركين في منتديات أفاتار أبلغوا عن تجربته.
للتغلب على الاكتئاب، نصح سايكولوجي توداي بالحفاظ على توقعات واقعية للعالم الحقيقي والتركيز على جوانبه الإيجابية مثل الناس والهوايات، بينما نظم معجبو أفاتار اجتماعات جماعية للتحدث أحيانًا عن صراعهم.
يجادل نقاد الظاهرة بأن المتأثرين ربما كانوا سوداويين أو مكتئبين بالفعل قبل مشاهدة الفيلم، أو أن النظر إلى الجمهور الكبير، فإن بعض الناس سيكونون عرضة للإصابة بالاكتئاب إحصائيًا. وصف خبير الاكتئاب ذلك بأنه إهانة للمكتئبين ولم يعتبره اكتئابًا سريريًا.

### اعتبارات الشعوب الأصلية
دعت بعض المجموعات الأصلية، بما في ذلك الأمريكيون الأصليون، إلى مقاطعة الامتياز بسبب التعامل "الضعيف" مع الثقافات الأصلية والاستيلاء الثقافي. واجه كلا فيلمي أفاتار انتقادات لإلقاء عدة ممثلين بيض وغير أصليين في أدوار السكان الأصليين الفضائيين. قال كاميرون إنه حاول الابتعاد عن سردية المنقذ الأبيض. انتقد سلسلة الأفلام بسبب "رومنسنة الاستعمار" وتقديم تصوير أحادي الجانب للسكان الأصليين.
واجه كاميرون انتقادات بسبب تعليقات أدلى بها بعد إصدار الفيلم الأول. في 2010، دعم كاميرون وممثلو أفاتار شعب شينغو في معارضة بناء سد بيلو مونتي.
في 2012، قال كاميرون إن أفاتار هي سرد خيالي لتاريخ أمريكا الشمالية والجنوبية في أوائل الفترة الاستعمارية، "بكل صراعاتها وسفك دمائها بين المعتدين العسكريين من أوروبا والشعوب الأصلية".

## روابط خارجية
- الموقع الرسمي

قالب:أفاتار (امتياز)
قالب:امتيازات ديزني